# بييرلويجي بايريتو
بييرلويجي بايريتو (بالإيطالية: Pierluigi Pairetto)، من مواليد تورينو في 15 يوليو 1952، حكم كرة قدم إيطالي دولي سابق.
و قد حكم في كأس الأمم الأوروبية لكرة القدم 1992.

## روابط خارجية
- بييرلويجي بايريتو على موقع Soccerway.com (الإنجليزية)